# Ray LaHood
Raymond H. LaHood, detto Ray (Peoria, 6 dicembre 1945), è un politico statunitense, membro della Camera dei Rappresentanti per lo stato dell'Illinois dal 1995 al 2009 e Segretario dei Trasporti sotto l'amministrazione Obama.

## Biografia
Nato e cresciuto in Illinois, LaHood era figlio di un ristoratore di origini libanesi. Dopo la laurea trovò lavoro come insegnante di studi sociali nelle scuole medie. Questo impiego lo spinse ad interessarsi sempre più alla politica e nel 1977 venne assunto come assistente amministrativo del deputato repubblicano Tom Railsback. Nel 1982 LaHood fu scelto per occupare temporaneamente un seggio rimasto vacante nella legislatura statale dell'Illinois; dopo nove mesi di servizio si candidò ufficialmente per il posto ma venne battuto dall'avversario democratico. Subito dopo la sconfitta LaHood accettò il posto di capo dello staff per il deputato Robert Michel.
Nel 1994 Michel annunciò la sua intenzione di andare in pensione al termine del suo mandato; LaHood decise di candidarsi per il seggio di Michel e riuscì a farsi eleggere. Negli anni successivi venne riconfermato dagli elettori altre sei volte. Durante la sua permanenza alla Camera dei Rappresentanti, LaHood era considerato un repubblicano moderato, tendente a cercare compromessi bipartisan. Per questo motivo nel 2009 il Presidente democratico Barack Obama lo volle all'interno del suo gabinetto di governo come Segretario dei Trasporti. LaHood accettò l'offerta e rivestì l'incarico fino alla fine del primo mandato di Obama, quando rassegnò le sue dimissioni per ritirarsi a vita privata.
Coniugato con Kathy, Ray LaHood è padre di quattro figli.